# Portrait of Shorty
| Recensione | Giudizio |
| ---------- | -------- |
| AllMusic   |          |

Portrait of Shorty è un album a nome Shorty Rogers and His Giants, pubblicato dalla casa discografica RCA Victor Records nell'aprile del 1958 .

## Tracce

### LP
Lato A
Musiche di Shorty Rogers.
1. Saturnian Sleigh Ride – 3:43 – Registrato il 15 luglio 1957 a Los Angeles, California
2. Martians' Lullaby – 7:10 – Registrato l'11 agosto 1957 a Los Angeles, California
3. The Line Backer – 4:12 – Registrato il 15 luglio 1957 a Los Angeles, California
4. Grand Slam – 4:55 – Registrato l'11 agosto 1957 a Los Angeles, California

Lato B
Musiche di Shorty Rogers.
1. Play! Boy – 5:42 – Registrato il 15 luglio 1957 a Los Angeles, California
2. A Geophysical Ear – 3:46 – Registrato il 15 luglio 1957 a Los Angeles, California
3. Red Dog Play – 4:42 – Registrato l'11 agosto 1957 a Los Angeles, California
4. Bluezies – 6:33 – Registrato l'11 agosto 1957 a Los Angeles, California

## Musicisti
- Shorty Rogers – tromba, arrangiamenti
- Al Porcino – tromba
- Conrad Gozzo – tromba
- Don Fagerquist – tromba
- Conte Candoli – tromba
- Pete Candoli – tromba
- Frank Rosolino – trombone
- George Roberts – trombone
- Harry Betts – trombone
- Bob Enevoldsen – trombone
- Herb Geller – sassofono alto
- Richie Kamuca – sassofono tenore
- Jack Montrose – sassofono tenore
- Bill Holman – sassofono tenore, sassofono baritono
- Pepper Adams – sassofono baritono
- Lou Levy – pianoforte
- Monte Budwig – contrabbasso
- Stan Levey – batteria

Note aggiuntive
- Woody Woodward – note retrocopertina album originale [4]